# Eurysa estrela
Eurysa estrela är en insektsart som beskrevs av Adolf Remane och Asche 1986. Eurysa estrela ingår i släktet Eurysa och familjen sporrstritar.
Artens utbredningsområde är Portugal. Inga underarter finns listade i Catalogue of Life.